# Living Energy Farm

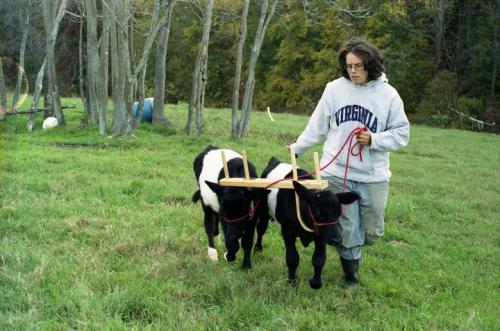
A fundadora da LEF, Debbie, treinando bois.

A Living Energy Farm, ou "LEF", é uma comunidade intencional de combustível fóssil zero de sete membros adultos mais duas crianças (em 2022) em 127 acres (51,3 hectares) na zona rural do condado de Louisa, Virgínia, Estados Unidos. A quinta é uma Comunidade Aliada da Federação de Comunidades Igualitárias. Fica a 14,4 quilómetros da comunidade Twin Oaks, que ajudou a apoiar a LEF quando estava a ser fundada.

## Comunidade
A LEF é uma comunidade intencional, quinta orgânica e centro de educação ambiental fundada em 2010. A comunidade está fora da rede e cultiva a maior parte dos seus alimentos. A adesão partilha rendimentos e sustenta-se financeiramente através do cultivo de sementes e do processamento de rebento de batata-doce para a Southern Exposure Seed Exchange.
Como centro de educação ambiental, a missão da LEF é demonstrar um modo de vida que seja ao mesmo tempo sustentável e acessível à maioria da humanidade que não é rica. Para esse fim, a LEF desenvolveu uma micro rede de corrente contínua alimentada por energia solar que fornece as necessidades básicas de energia doméstica por uma fração do custo de sistemas solares fora da rede baseados em corrente alternada típicas.[carece de fontes?]
Em 2020, a LEF lançou um negócio, Living Energy Lights, que vende eletrodomésticos com luz diurna e sistemas de bateria.[carece de fontes?]
Além do seu trabalho pioneiro em sistemas de energia CC, a LEF emprega muitas outras tecnologias "verdes", como isolamento de palha, aquecimento solar passivo e ativo, sanitas de compostagem, produção de biogás para combustível de cozinha.

## Micro rede de corrente contínua
A micro rede CD desenvolvida na LEF utiliza acionamento diurno (ligação de motores CC e outros aparelhos diretamente aos painéis fotovoltaicos), armazenamento térmico e isolamento para fornecer serviços de energia doméstica fora da rede a baixo custo, evitando o uso de baterias e inversores para cargas pesadas de energia como refrigeração, cozimento, aquecimento e arrefecimentos e motores. A energia para luzes e cargas menores, como aparelhos eletrónicos, é fornecida por sistemas de baterias de níquel-ferro de 12V CC.
A comunidade tem sido fundamental no desenvolvimento e teste de fogões elétricos solares isolados em cooperação com a Universidade Cal Poly.[carece de fontes?]

## Divulgação
A LEF trabalha para promover e estabelecer micro redes CC com acionamento diurno em comunidades de baixo rendimento onde a energia da rede é inacessível ou não confiável. Em 2019 e 2020, equipas do LEF instalaram kits de baterias de 12V em 50 casas nas Reservas Dine e Hopi. Desde 2021, eles têm trabalhado com The Source Farm e Ecovillage na Jamaica para estabelecer uma instalação de processamento de alimentos diurna. Eles também estão a trabalhar com organizações em Porto Rico para estabelecer um centro de demonstração de micro redes CC em Mayaguez.[carece de fontes?]